# Књижевна раскршћа
Kњижевна раскршћа: идентитет, Андрић, Црњански је књига есеја аутора Зорана Аврамовића (1949), објављена 2016. године у издању издавачке куће "Лагуна" из Београда.

## О аутору
Проф. др Зоран Аврамовић је редовни професор рођен 1949. године. На Филозофском факултету у Београду је дипломирао социологију, а докторирао на Филолошком факултету у Београду. Објавио је двадесет књига и преко сто шездесет научних и стручних радова, и преко сто деведесет радова различитог жанра (студије, истраживања, полемике, критике, есеји, рецензије). Више од педесет саопштења је поднео на научним националним и међународним скуповима.

## О књизи
Kњижевна раскршћа: идентитет, Андрић, Црњански је књига есеја која тематизује проблеме политичког и књижевног у процесу мењања идентитета кроз гледиште два велика писца: Андрића и Црњанског.
Аутор је у књизи пошао од предпоставке да књижевност, поред митологије и православне вере, има кључну улогу у систему српске културе.
Књига се бави са појавом како литераризација српске политике утиче на промену значења појма политике у новијој српској културној историји. Даље, анализом односа српске културе и других култура посредством стваралачке биографије Милоша Црњанског и обликовања културног идентитета у књижевном делу Иве Андрића.
Др Марко Недић је истакао да је аутор у овој књизи доказао да припадност једној књижевности формирају писац, дело, читалачка публика, културни и политички простор.